# 郡山地域テクノポリスものづくりインキュベーションセンター
郡山地域テクノポリスものづくりインキュベーションセンター（こおりやまちいきテクノポリスものづくりインキュベーションセンター）は、福島県郡山市にあるインキュベーションオフィスである。公益財団法人郡山地域テクノポリス推進機構が運営している。

## 概要
郡山地域を中心とした大学等の知的資源や産業支援ネットワークを活用し、技術シーズの事業化を支援していく施設として、郡山商工会議所・福島県・郡山市・日本大学工学部により2006年8月、日本大学工学部キャンパス内に設置された。
製造業を中心として、新たに事業を開始しようとする人や新製品の研究開発に取り組む企業などを対象に、低廉な料金で入居できる「起業支援室」の提供や、各種工作機器を備えた「試作センター」の優先利用、インキュベーションマネージャー、技術コーディネーター、技術指導員等による技術面・経営面でのアドバイスなど、研究開発から事業化まで一貫した起業支援を行っている。
また施設は24時間、365日いつでも利用可能である。

## 施設
- 起業支援室「実験室タイプ」
- 起業支援室「事務室タイプ」
- 試作センター
- 会議室
- アトリウム

## 交通アクセス
- 自動車
東北自動車道郡山南インターチェンジより約15分。